# Coptopsylla neronovi
Coptopsylla neronovi är en loppart som beskrevs av Farhang-azad 1972. Coptopsylla neronovi ingår i släktet Coptopsylla och familjen Coptopsyllidae. Inga underarter finns listade i Catalogue of Life.